# Xã Frederick, Quận Brown, South Dakota
Xã Frederick (tiếng Anh: Frederick Township) là một xã thuộc quận Brown, tiểu bang Nam Dakota, Hoa Kỳ. Năm 2010, dân số của xã này là 61 người.